# Alameda (Comtat d'Alameda)
|  | No s'ha de confondre amb L'Alameda, San José. |

Alameda (City of Alameda) és una ciutat situada al comtat d'Alameda, Califòrnia, EUA. La ciutat té 71.400 hab. (2004). Amb una àrea de 59,5 km², està localitzada en les coordenades 37°46'N, 122°15'W, i situada sobre una petita illa del seu mateix nom.
Emplaçada en una península plana enfront de la ciutat de San Francisco, posseeix al voltant de 1500 cases d'arquitectura victoriana que van resistir al terratrèmol de 1906.

## Descripció
En castellà vol dir " camí arbrat ", està situada a la regió de la Badia Est de l'Àrea de la Badia. La ciutat es troba principalment a l'illa Alameda, però també abasta l'illa Bay Farm i l'illa de la Guàrdia Costera, així com algunes altres illes més petites a la badia de San Francisco. La població estimada de la ciutat el 2019 era de 77.624 habitants.

## Geografia

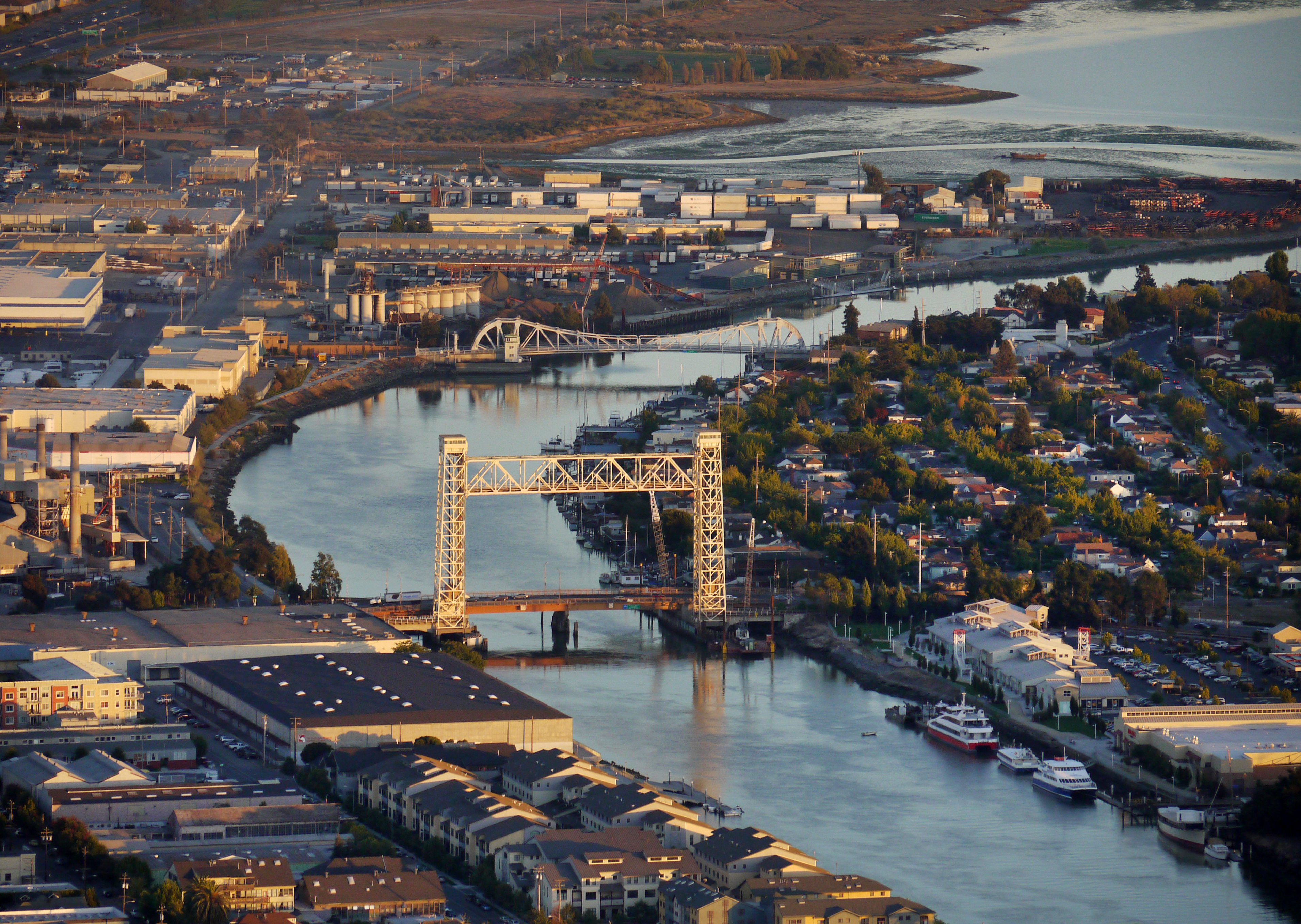
Fruitvale Bridge, que travessa l'estuari d'Oakland, connecta Alameda al sud amb Oakland al nord.

El sobrenom d'Alameda és "The Island City" (o simplement "l'illa"). La ciutat actual ocupa tres illes així com una petita part del continent. Avui, la ciutat consta de la secció original principal, amb l'antiga Estació Aèria Naval Alameda (NAS Alameda) a l'extrem oest de l'illa Alameda, Southshore al costat sud de l'illa Alameda i Bay Farm Island, que forma part del continent. adequat.
L'àrea de l'antic NAS es coneix ara com "Alameda Point". La zona de Southshore està separada de la part principal de l'illa Alameda per una llacuna; la riba nord de la llacuna es troba aproximadament on hi havia la riba sud original de l'illa. Alameda Point i Southshore estan construïts sobre el farciment de la badia.

No tota l'illa d'Alameda forma part de la ciutat de l'Alameda; una petita part d'un abocador a l'oest de l'antiga pista de l'Estació Aèria Naval d'Alameda s'estén prou a la badia de San Francisco com per sobre de la línia del comtat i, per tant, part de la ciutat i el comtat de San Francisco.
L'illa de la Guàrdia Costera, una petita illa entre l'illa Alameda i Oakland, també forma part d'Alameda i és la llar del comandament de suport integrat Alameda.
L'illa Ballena, una illa encara més petita, també forma part de l'Alameda.

### Clima

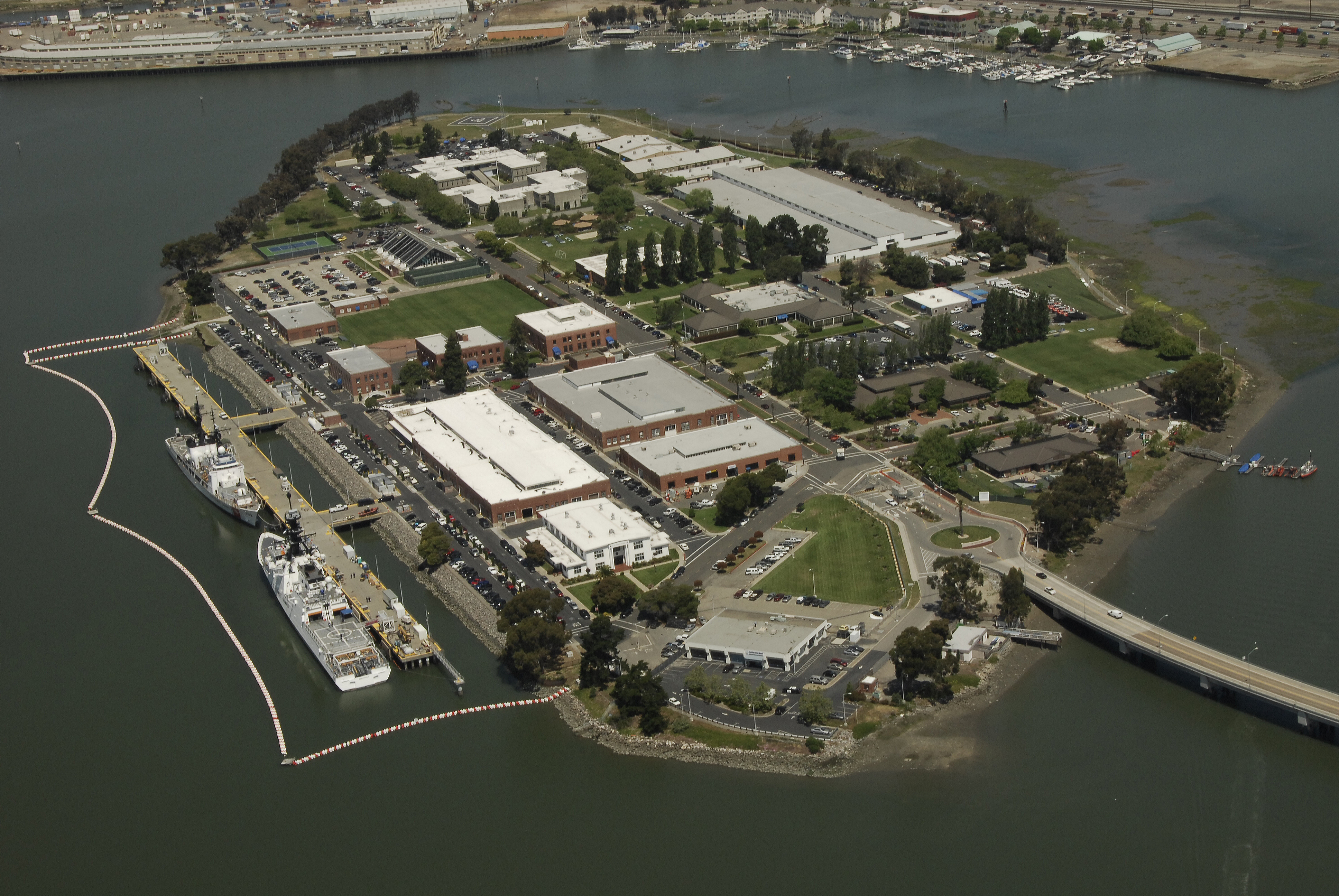
Illa de la Guàrdia Costera.

Aquesta regió experimenta estius càlids (però no calorosos), secs i hiverns frescos (però no freds) humits. Segons el sistema de classificació climàtica de Köppen, Alameda té un clima mediterrani d'estiu càlid, abreujat "Csb" als mapes climàtics. La precipitació anual és d'uns 22 a (560 mm), pluja total (la neu és extremadament rara al nivell del mar a la zona de la badia de San Francisco).
| Dades climàtiques d'Alameda NAS, Califòrnia    | Dades climàtiques d'Alameda NAS, Califòrnia | Dades climàtiques d'Alameda NAS, Califòrnia | Dades climàtiques d'Alameda NAS, Califòrnia | Dades climàtiques d'Alameda NAS, Califòrnia | Dades climàtiques d'Alameda NAS, Califòrnia | Dades climàtiques d'Alameda NAS, Califòrnia | Dades climàtiques d'Alameda NAS, Califòrnia | Dades climàtiques d'Alameda NAS, Califòrnia | Dades climàtiques d'Alameda NAS, Califòrnia | Dades climàtiques d'Alameda NAS, Califòrnia | Dades climàtiques d'Alameda NAS, Califòrnia | Dades climàtiques d'Alameda NAS, Califòrnia | Dades climàtiques d'Alameda NAS, Califòrnia |
| Mes                                            | Jan                                         | Febrer                                      | desfigurar                                  | abr                                         | maig                                        | Juny                                        | Jul                                         | agost                                       | Set                                         | Oct                                         | nov                                         | desembre                                    | Anual                                       |
| ---------------------------------------------- | ------------------------------------------- | ------------------------------------------- | ------------------------------------------- | ------------------------------------------- | ------------------------------------------- | ------------------------------------------- | ------------------------------------------- | ------------------------------------------- | ------------------------------------------- | ------------------------------------------- | ------------------------------------------- | ------------------------------------------- | ------------------------------------------- |
| Mitjana màxima de °F (°C)                      | 58,3 (14,6)                                 | 61,8 (16,6)                                 | 64,6 (18,1)                                 | 67,5 (19,7)                                 | 69,4 (20,8)                                 | 71,6 (22,0)                                 | 72,0 (22,2)                                 | 73,0 (22,8)                                 | 74,3 (23,5)                                 | 72,3 (22,4)                                 | 65,4 (18,6)                                 | 58,5 (14,7)                                 | 67,4 (19,7)                                 |
| Mitjana diària °F (°C)                         | 52,3 (11,3)                                 | 55,3 (12,9)                                 | 57,7 (14,3)                                 | 59,7 (15,4)                                 | 61,8 (16,6)                                 | 63,9 (17,7)                                 | 64,7 (18,2)                                 | 65,7 (18,7)                                 | 66,6 (19,2)                                 | 64,5 (18,1)                                 | 58,7 (14,8)                                 | 52,9 (11,6)                                 | 60,3 (15,7)                                 |
| Mitjana baixa en °F (°C)                       | 46,4 (8,0)                                  | 48,9 (9,4)                                  | 50,8 (10,4)                                 | 51,9 (11,1)                                 | 54,2 (12,3)                                 | 56,2 (13,4)                                 | 57,5 (14,2)                                 | 58,4 (14,7)                                 | 58,9 (14,9)                                 | 56,6 (13,7)                                 | 52,0 (11,1)                                 | 47,3 (8,5)                                  | 53,3 (11,8)                                 |
| Precipitació mitjana polzades (mm)             | 4,21 (107)                                  | 4,10 (104)                                  | 2,74 (70)                                   | 1,18 (30)                                   | 0,72 (18)                                   | 0,15 (3,8)                                  | 0,01 (0,25)                                 | 0,04 (1,0)                                  | 0,19 (4,8)                                  | 1,94 (49)                                   | 2,50 (64)                                   | 4,00 (102)                                  | 21,78 (553,85)                              |
| Mitjana de dies de pluja (≥ 0,01 polzades)     | 10.3                                        | 9.5                                         | 11.4                                        | 5.5                                         | 3.1                                         | 1.4                                         | 0,4                                         | 0,6                                         | 1.6                                         | 3.6                                         | 8.4                                         | 10.6                                        | 66.4                                        |
| Font: NCEI (Eines de dades: 1981-2010 Normals) |                                             |                                             |                                             |                                             |                                             |                                             |                                             |                                             |                                             |                                             |                                             |                                             |                                             |

## Demografia
A la data del cens de 2000, hi havia 72.259 persones, 30.226 cases, i 17.863 famílies que residien a la ciutat. La densitat demogràfica era de 2,583.3/km² (6,693.4/el meu). Hi havia 31.644 unitats de coberta en una densitat mitjana d'1,131.3/km² (2,931.2/el meu). La divisió racial de la ciutat era 54.25% blancs, 8.11% afroamericans, 1.27% nadius americans, 24.35% asiàtics, 1.30% illencs pacífics, 4.19% d'altres races, i 7.13% a partir de dues o més races. 14.51% de la població eren hispans o llatins de qualsevol raça.
| Població històrica     | Població històrica | Població històrica | Població històrica |
| Cens                   | Pop.               |                    | %±                 |
| ---------------------- | ------------------ | ------------------ | ------------------ |
| 1860                   | 460                |                    | —                  |
| 1870                   | 1.557              |                    | 238,5%             |
| 1880                   | 5.708              |                    | 266,6%             |
| 1890                   | 11.165             |                    | 95,6%              |
| 1900                   | 16.464             |                    | 47,5%              |
| 1910                   | 23.383             |                    | 42,0%              |
| 1920                   | 28.806             |                    | 23,2%              |
| 1930                   | 35.033             |                    | 21,6%              |
| 1940                   | 36.256             |                    | 3,5%               |
| 1950                   | 64.430             |                    | 77,7%              |
| 1960                   | 63.855             |                    | −0,9%              |
| 1970                   | 70.968             |                    | 11,1%              |
| 1980                   | 63.852             |                    | −10,0%             |
| 1990                   | 76.459             |                    | 19,7%              |
| 2000                   | 72.259             |                    | −5,5%              |
| 2010                   | 73.812             |                    | 2,1%               |
| 2020                   | 78.280             |                    | 6,1%               |
| Cens decennal dels EUA |                    |                    |                    |

## Història

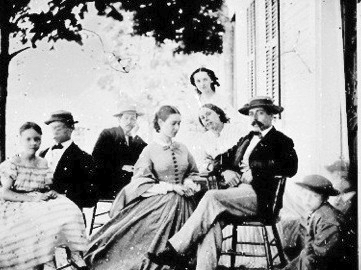
Alameda i bona part de l'East Bay formaven part del Rancho San Antonio, concedit a la família Peralta el 1820.

### Època borbònica i mexicana
Alameda ocupa el que originàriament era una península connectada amb Oakland. Gran part d'ella era baixa i pantanosa. Els terrenys més alts propers i les parts adjacents del que ara és el centre de Oakland eren el lloc d'un dels boscos d'alzines costaners més grans del món. Els colons espanyols van anomenar la zona Encinal, que significa "bosc de roure perenne". Alameda és castellà per "bosqueta d'àlbers" o "avinguda arbrada". Va ser escollit com a nom de la ciutat l'any 1853 per votació popular.
Els habitants en el moment de l'arribada dels espanyols a finals del segle xviii eren una banda local de la tribu Ohlone. La península va ser inclosa en el vast Rancho San Antonio concedit el 1820 a Luis Peralta pel rei espanyol que reclamava Califòrnia. La subvenció va ser confirmada posteriorment per la República de Mèxic després de la seva independència d'Espanya el 1821
Amb el temps, el lloc va passar a ser conegut com a Bolsa de Encinal o Encinal de San Antonio.

#### Època post-conquesta

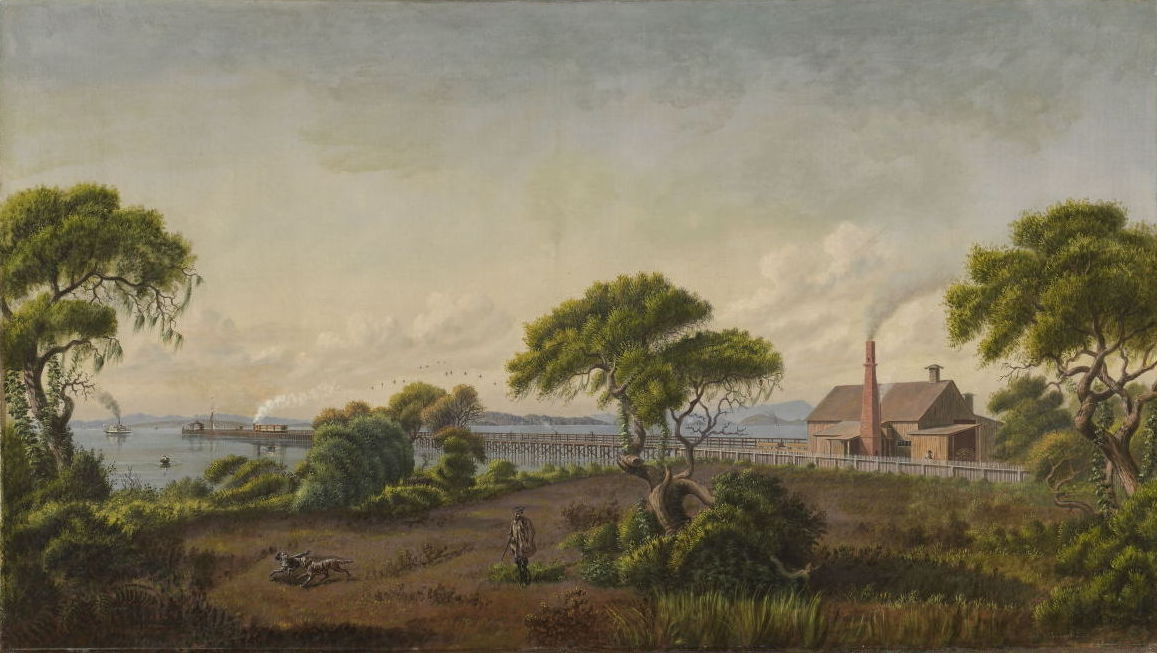
The Alameda Shore, pintat per Joseph Lee cap al 1868.

La ciutat va ser fundada el 6 de juny de 1853, després que els Estats Units adquirís Califòrnia després de la Guerra Mexicano-Americana de 1848. La ciutat contenia originàriament tres petits assentaments. "Alameda" es referia al poble dels carrers Encinal i High, Hibbardsville es trobava a la terminal d'enviament i ferri de North Shore, i Woodstock es trobava a l'oest, prop dels molls de ferri del ferrocarril de la costa del Pacífic Sud i el Pacífic Central. Finalment, el moll del ferri del Pacífic Central es va convertir en Alameda Mole. Les fronteres d'Alameda es van fer coextensives amb l'illa el 1872, incorporant Woodstock a Alameda. A la seva autobiografia, l'escriptor Mark Twain va descriure Alameda com "El jardí de Califòrnia".

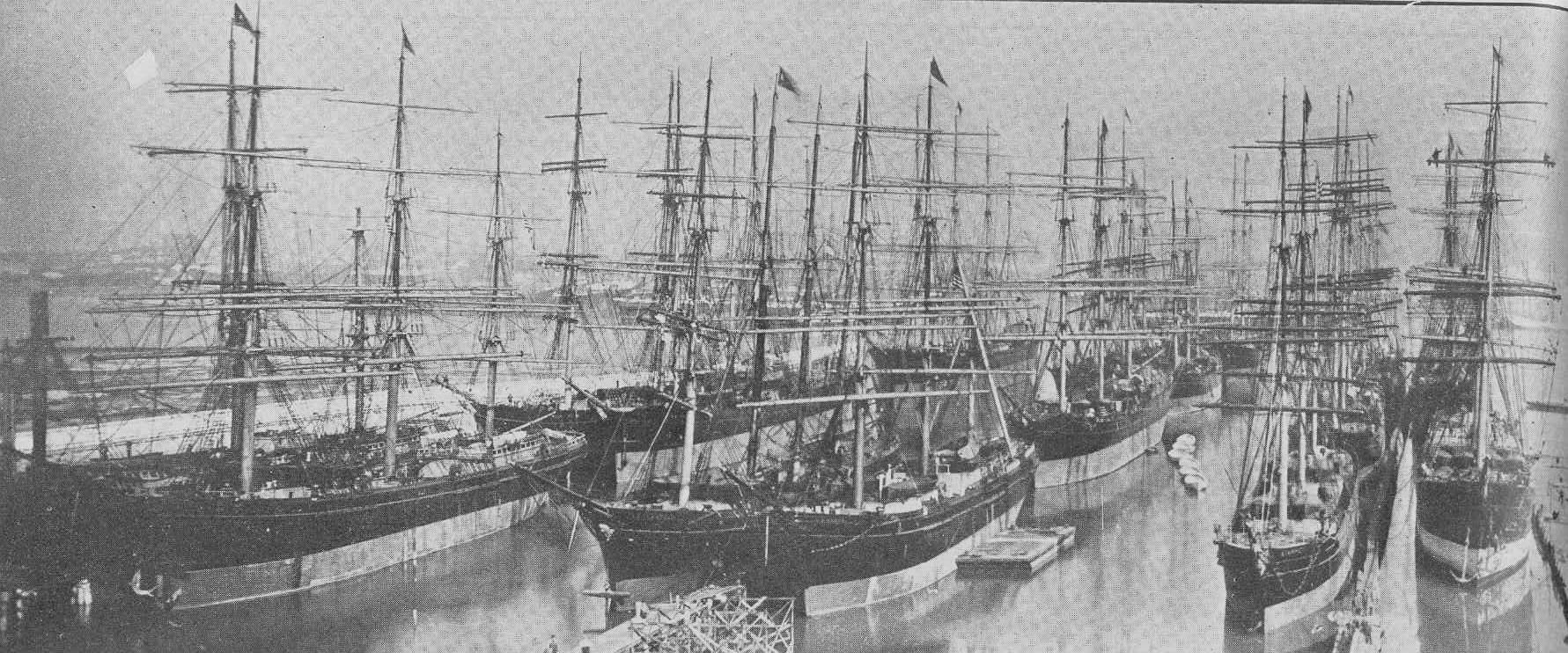
Drassanes Alameda a principis del.

La primera oficina de correus es va obrir l'any 1854. La primera escola, Schermerhorn School, es va obrir el 1855 (i finalment va ser rebatejada com a Lincoln School). El ferrocarril de San Francisco i Alameda va obrir l'estació d'Encinal el 1864. La pròpia oficina de correus d'Encinal es va obrir el 1876, va ser rebatejada com a West End el 1877 i va tancar el 1891. El 6 de setembre de 1869 la Terminal Alameda va fer història; va ser el lloc de l'arribada del primer tren a través del primer ferrocarril transcontinental per arribar a les costes de la badia de San Francisco, aconseguint així el primer ferrocarril transcontinental de costa a costa a Amèrica del Nord.
L'edifici Croll, a la cantonada de Webster Street i Central Avenue, va ser el lloc dels Croll's Gardens and Hotel, utilitzat com a quarts d'entrenament per a alguns dels lluitadors més populars de la boxa des de 1883 fins a 1914. Jack Johnson i diversos campions més es van quedar i es van entrenar aquí.

### Època moderna

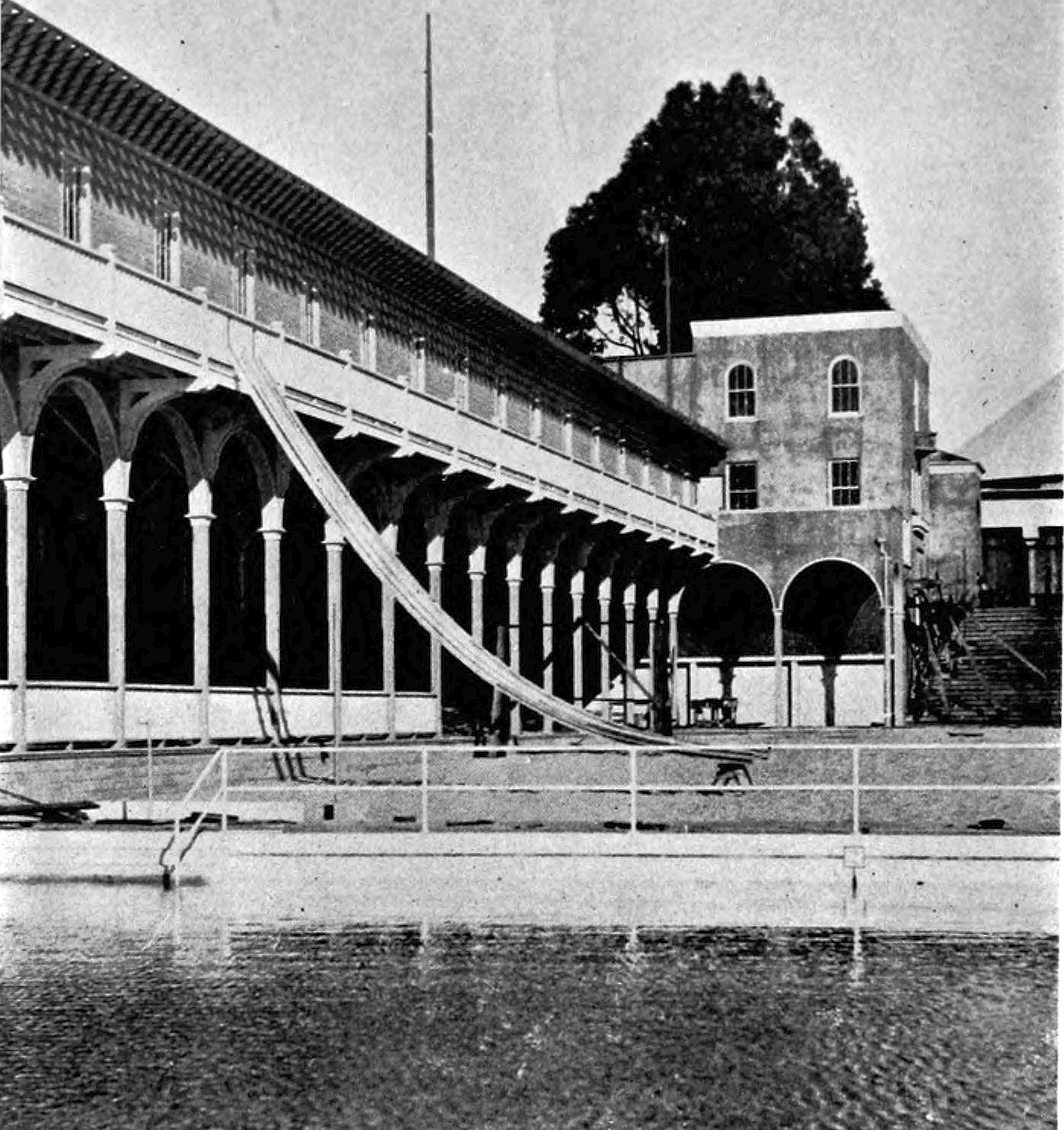
Neptune Beach, establerta el 1917.

L'any 1917, es va construir un parc d'oci privat anomenat Neptune Beach a la zona ara coneguda com a Crab Cove, que es va convertir en una destinació d'esbarjo important als anys 20 i 30. Tant el con de neu americà com el popsicle es van vendre per primera vegada a Neptune Beach. La nina Kewpie es va convertir en el premi original per guanyar jocs d'atzar a la platja – una altra innovació de Neptune Beach. El parc va tancar l'any 1939.
La drassana Alameda Works era una de les drassanes més grans i millor equipades del país. Juntament amb altres instal·lacions industrials, es va convertir en part de l'acumulació de la indústria de defensa abans i durant la Segona Guerra Mundial, que va atreure molts migrants d'altres parts dels Estats Units per les feines ben remunerades. A la dècada de 1950, les indústries industrials i de construcció naval d'Alameda van prosperar al llarg de l'estuari de l'Alameda

A principis del segle xxi, el port d'Oakland, a través de l'estuari, s'ha convertit en un dels ports més grans de la costa oest. Els seus operadors utilitzen tecnologies d'enviament experimentades originalment a Alameda. A partir del 21 de març de 2006, Alameda és una "Ciutat de la Guàrdia Costera", una de les set designades llavors al país. A partir del 2018, és un dels vint-i-un del país.

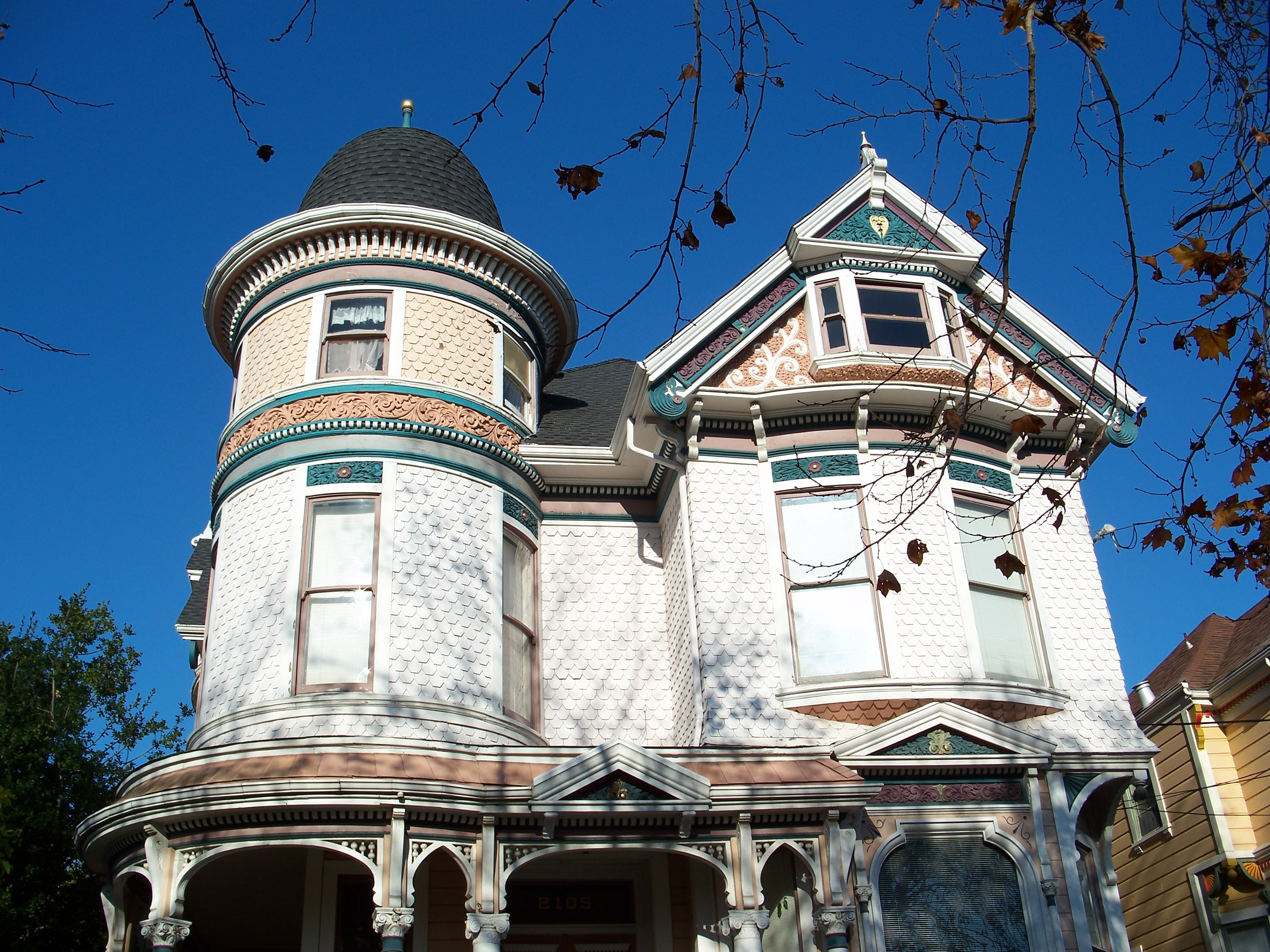
Típica casa victoriana d'Alameda, Califòrnia

A més dels trens regulars que anaven cap a Alameda Mole, Alameda també estava servida per línies locals de vapor del Pacífic Sud (inicialment, el Pacífic Central). Alameda era el lloc de les botigues West Alameda del Pacífic Sud, on es van mantenir i reparar tots els trens elèctrics. Posteriorment es van adaptar com a East Bay Electric Lines. Els trens anaven a Oakland Mole i Alameda Mole.

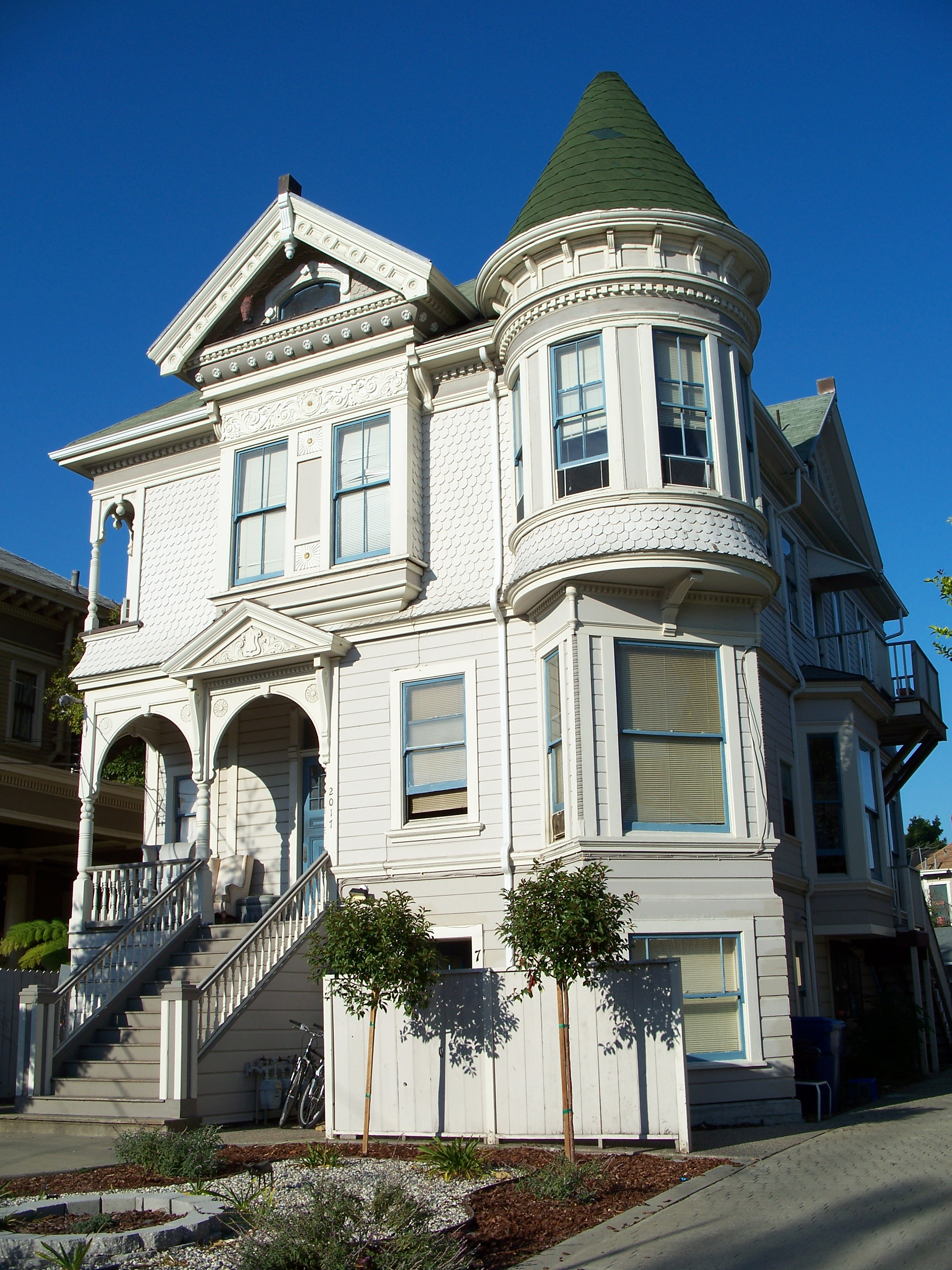
Típica casa victoriana d'Alameda, Califòrnia

A la dècada de 1930, Pan American Airways va establir un port d'hidroavió juntament amb l'ompliment que va conduir a l'Alameda Mole, la base original del hidroavió China Clipper. El 1929, la Universitat de Califòrnia va establir l'Aeròdrom de San Francisco situat a prop de l'actual metro de Webster Street com a aeroport públic. El Bay Airdrome va tenir la seva festa de bateig de gala l'any 1930. L'Aeròdrom es va tancar l'any 1941 quan el seu trànsit aeri va interferir amb l'Estació Aèria Naval Alameda (NAS Alameda) de nova construcció.
A finals de la dècada de 1950, la Utah Construction Company va començar un abocador més enllà de l' Old Sea Wall i va crear South Shore .
El 7 de febrer de 1973, un avió de caça USN Vought A-7E Corsair II en una missió d'entrenament rutinària des de l'estació aèria naval de Lemoore es va incendiar de sobte a 28,000 peus (8,500 m) per sobre de la badia de San Francisco, xocant contra els Tahoe Apartments a Alameda. Onze persones, inclòs el tinent pilot Robert Lee Ward, van morir en l'accident i l'incendi.